# ناحیه اریون، شهرستان فولتن، ایلینوی
ناحیه اریون (به انگلیسی: Orion Township) یک منطقهٔ مسکونی در ایالات متحده آمریکا است که در شهرستان فولتن، ایلینوی واقع شده‌است. ناحیه اریون ۱۹۲ متر بالاتر از سطح دریا واقع شده‌است.